# NGC 717
NGC 717 ist eine Linsenförmige Galaxie vom Hubble-Typ S0/a im Sternbild Andromeda am Nordsternhimmel. Sie ist schätzungsweise 238 Millionen Lichtjahre von der Milchstraße entfernt und hat einen Durchmesser von etwa 85.000 Lichtjahren. Die Galaxie ist Mitglied des Galaxienhaufens Abell 262.

Im selben Himmelsareal befinden sich u. a. die Galaxien NGC 708, NGC 709, NGC 710, NGC 714.
Das Objekt wurde am 28. Oktober 1850 vom irischen Astronomen Bindon Blood Stoney entdeckt, einem Assistenten von William Parsons.